# 帕德雷諾格拉市

帕德雷諾格拉市（西班牙語：Padre Noguera），是委內瑞拉的一個市，位於該國西部梅里達州，首府設於聖瑪麗亞德卡帕羅，面積206平方公里，2013年人口3,457，人口密度每平方公里16.78人。